# Arusha

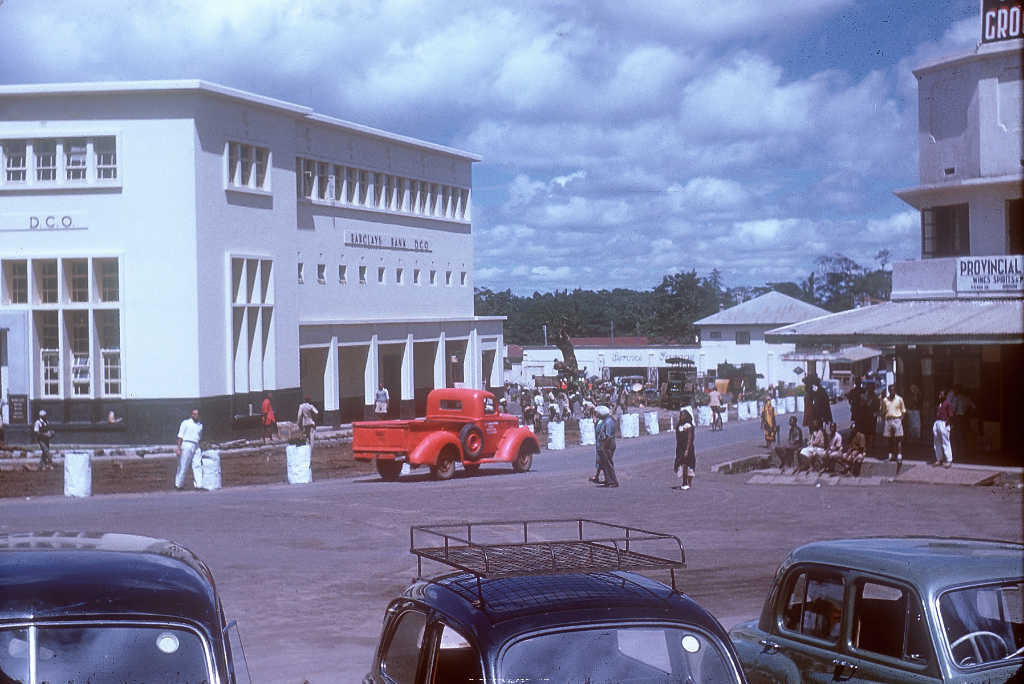
Arusha v roce 1953

Arusha je město a zároveň správní středisko stejnojmenného regionu a districtu na severu Tanzanie. Arusha je kromě toho také sídlem Východoafrického společenství a v letech 1994 - 2015 zde sídlil Mezinárodní trestní tribunál pro Rwandu.

## Partnerská města
- Durham, Severní Karolína, USA
- Kansas City, Missouri, USA
- Mürzzuschlag, Rakousko
- Tifariti, Západní Sahara